# لفت 4 ديد
 ليفت 4 ديد (بالإنجليزية: Left 4 Dead)‏ هي لعبة من نوع تصويب منظور الشخص الأول ورعب البقاء. صدرت في عام 2008 وهي متوفرة على ويندوز، إكس بوكس 360 وماك أو إس عشرة. اللعبة من تطوير ترتل روك ستوديوز، فالف، سيرتن أفينيتي ونشر شركة فالف.

## القصة
يتفشى فيروس خطير في مدينة بنسلفانيا يسمى «الأنفلونزا الخضراء» وهو فيروس شديد العدوى يسبب العدوانية وفقدان الوظائف العليا في الدماغ. بعد أسبوعين من انتشار العدوى، أربعة من الناجين: بيل وهو محارب قديم في فيتنام، زوي وهي طالبة، لويس وهو محلل تكنولوجيا المعلومات وفرانسيس وهو راكب دراجات نارية، يتوجب عليهم أن يشقوا طريقهم عبر مدينة فيرفيلد، ليكتشف أن الفيروس قام بعمل مزيد من الطفرات الخطيرة.
تبدأ اللعبة بعد أسبوعين من انتشار الوباء،حيث يمر الاربعة بجثث مرمية لبعض المتحولين في أحد الأزقة.يتفحص بيل إحداها ليجد ان بها سائلا أخضرا لزجا ما يجعله يظن ان الفيروس يطور من مضيفيه،يسمعون بعدها بكاء من احدى غرف التخزين القريبة..يدخل بيل وزوي للمكان ليتضح انه كان بكاء "الساحرة"،متحولة طورها الفيروس لتصبح اكثر عنفا وقوة..وعلى ما يبدو فإن السائل اللزج على سترة فرانسيس قد جذب حشدا من المتحولين،ما يجعل لويس يذهب ليحذر الاثنين فالداخل ليجذب انتباه الساحرة على ما يبدو وتبدأ الركض نحوهم،لكن يخرجون من الغرفة التي تحاول الساحرة كسر بابها الذي يحاول لويس الحفاظ عليه مغلقا.تقوم الساحرة بكسر الباب ما يدفع لويس لاطلاق النار عليها من سلاحه بينما يقوم البقية بالتعامل مع حشد المتحولين..بعدها يلاحظ ان مروحية تحوم حول المكان،وقائدها يطلق تحذيرا عبر مكبر الصوت لأي شخص من الناجين بالتوجه ل"مستشفى الرحمة(ميرسي)".وبيننا يحاول لويس حذب انتباه قائد المروحية،يباغته "صياد" كان يطارده عبر المباني،فيسارع البقية للحاق به والقضاء على الصياد...لكن ينطلق انذار من سيارة قريبة ما يجعل حشدا كبيرا من المصابين يتجه نحو مصدر الصوت،لكن يتفاجأ الأربعة بوجود متحول عملاق يعرف ب"الدبابة" يتجه نحوهم بعنف راميا كل شيء نحوه من متحولين ومركبات بعيدا.يقوم الاربعة بالدخول الى الأزقة حتى يصعدوا على إحدى السلالم حتى يأمنوا خطر المتحولين،فيحاول المتحولون اللحاق بالاربعة عبر ركوب السُلّم لكن الدبابة يركب السلم رغما عن المتحولين.بعد ان وصل الاربعة للسطح اوشكت زوي على السقوط بعد ان سقط السلم لولا ان ساعدها بيل على الصعود...يحاول الدبابة التشبث بالسطح،لكنه يفشل ويسقط وعلى ما يبدو يموت بسبب الارتفاع العالي وسقوطه على الحطام،ومن هنا تبدأ احداث اللعبة وفصلها (حملتها) الاول "لا رحمة"

## روابط خارجية
- لفت 4 ديد على موقع IMDb (الإنجليزية)